# Nazeris kleebergi
Nazeris kleebergi  (лат.) — вид коротконадкрылых жуков рода Nazeris из подсемейства Paederinae (Staphylinidae). Гималаи.

## Распространение
Южная Азия, Гималаи: Непал (Rolwaling Himal, 2700-3550 м).

## Описание
Мелкого размера коротконадкрылые жуки, в основном красно-коричневого и чёрного цвета (усики и ноги желтоватые). Длина тела от 5,3 до 6,6 мм. Усики прикрепляются у переднего края головы. Тарзальная формула (число члеников лапок): 5-5-5. Метакоксы задних ног узкие, треугольные.

## Систематика
Вид был впервые описан в 2014 году немецким колеоптерологом Волкером Ассингом (Dr. Volker Assing, Ганновер, Германия) по материалам из Непала. Видовое название дано в честь Андреаса Клиберга (Andreas Kleeberg, Берлин), собравшего типовую серию.